# Poeoptera lugubris
Poeoptera lugubris é uma espécie de passeriforme da família Sturnidae.
Pode ser encontrada nos seguintes países: Angola, Camarões, República Centro-Africana, República do Congo, República Democrática do Congo, Costa do Marfim, Guiné Equatorial, Gabão, Gana, Libéria, Nigéria, Serra Leoa e Uganda.